# Найден Найденов
Найден Найденов е бивш български волейболист, национал, понастоящем (2018 г.) е треньор по волейбол. Играл на поста посрещач.

## Състезателна кариера
Започва да играе на 12 години в „Хебър“. Състезава се още за ЦСКА, Левски, Марек Юнион Ивкони, Монтана, Лукойл Нефтохимик, Добруджа (в България) и Фенербахче, Галатасарай, Анкара, Чанка Беледие, Ираклис, Олимпиакос, Младост Загреб (в чужбина).
10 години е в националните отбор – младежи и мъже. Участва в турнири на Световната лига, 3 световни, 7 европейски първенства и на олимпиадите в Сеул и Атланта. Бил е капитан на националния отбор.
Брат му Людмил също е национален състезател по волейбол.

## Треньорска кариера
Треньор е на ВК „Левски“ и ВК „Марек Юнион Ивкони“ (Дупница).
Става шампион с „Марек Юнион Ивкони“ през 2012 и 2013 година. Носител на купата на България с отбора на Дупница за 2013 година.
Помощник-треньор на Националния отбор. При скандалите преди Олимпиадата в Лондон е назначен за старши треньор. Отборът под неговото ръководство достига до 4 място.
След олимпиадата за старши треньор на националите е назначен Камило Плачи, а Найден Найденов се връща на помощник-треньорския пост.